# Cordemais
Cordemais (bretonsko Kordevez) je naselje in občina v francoskem departmaju Loire-Atlantique regije Loire. Leta 2012 je naselje imelo 3.294 prebivalcev.

## Geografija
Kraj leži v pokrajini Bretaniji na desnem bregu estuarija reke Loare, 34 km zahodno od Nantesa.

## Uprava
Občina Cordemais skupaj s sosednjimi občinami Blain, Bouée, Bouvron, Campbon, La Chapelle-Launay, Le Gâvre, Lavau-sur-Loire, Malville, Prinquiau, Quilly, Saint-Étienne-de-Montluc, Savenay in Le Temple-de-Bretagne sestavlja kanton Blain; slednji se nahaja v okrožju Nantes.

## Zanimivosti
- cerkev sv. Janeza Krstnika iz 19. stoletja,
- križ sv. Samsona iz 11. stoletja, ostanek nekdanjega priorstva sv. Samsona,
- Termoelektrarna Cordemais, največja v Franciji, je bila postavljena v letu 1970. Za gorivo uporablja delno sub-bituminozni premog (2x600MW električne moči), delno kurilno olje (2x700MW električne moči). Proizvodnja električne energije v letu 2013 je znašala 5,2 TWh.

## Pobratena mesta
- Gomboro (Burkina Faso);